# Saxifraga burnatii
Saxifraga burnatii är en stenbräckeväxtart som beskrevs av Sünd.. Saxifraga burnatii ingår i Bräckesläktet som ingår i familjen stenbräckeväxter. Inga underarter finns listade i Catalogue of Life.